# Гармахис
Гармахис (др.-греч. Ἅρμαχις; лат. Harmakhis; «Гор обоих горизонтов», Хоремахет ) — особенная форма древнеегипетского бога Гора; одна из форм бога Солнца древних египтян, представлявшаяся большей частью в виде сфинкса. Его изображали с головой кобчика и с солнечным диском или короной из цветов папируса на голове; иногда с головой барана.